# 巴恩希爾 (丹地)
巴恩希爾（英語：Barnhill）是位於蘇格蘭邓迪東部的地方，在19世紀末前，這是一條獨立的村莊。
巴恩希爾位於布勞蒂費里東北部，是位於丹地與安格斯交界。這處以前有一座療養院，由大衛·巴克斯特爵士出資興建，丹地皇家醫院營運。療養院在1971年拆除，該片土地被蘇格蘭東房屋協會買下，現在該處是兩條街道Stracathro Terrace和Fettercairn Drive。